# Abdoulie Sanyang (Fußballspieler)
FC Hebar Pasardschik

Abdoulie Sanyang (* 8. Mai 1999 in Serekunda) ist ein gambischer Fußballspieler, der bei Hajduk Split in der 1. HNL unter Vertrag steht. Vorwiegend kommt er im Sturm oder auf dem Flügel zum Einsatz.

## Karriere

### Verein
Sanyang begann seine fußballerische Karriere bei der Superstars Academy in Gambia. 2019 wurde er von dort aus nach Belgien in die Division 1B zu Lommel SK verliehen. Sein Debüt gab er am 17. August 2019 (3. Spieltag) bei der 0:3-Niederlage gegen Royal Excelsior Virton, als er in der 59. Minute für Alessandro Cerigioni eingewechselt wurde. In der Saison spielte er 22 Mal und traf zweimal in der Liga. Nach seiner Rückkehr wurde er in die Division 1A an den K Beerschot VA verliehen. In der Saison 2020/21 kam er bei 19 von 34 möglichen Ligaspielen sowie einem Pokalspiel zum Einsatz. Am zweiten Spieltag der Folgesaison schoss er bei einem 2:2-Unentschieden gegen KAA Gent sein erstes Tor in der Erstklassigkeit.
Nachdem er sich auch in der Hinrunde der Saison 2021/22 nicht durchsetzen konnte und nur bei 11 von 24 möglichen Ligaspielen mit einem geschossenen Tor eingesetzt wurden war, wechselte er im Januar 2022 in die französische Ligue 2 zu Grenoble Foot. Sein Debüt im neuen Trikot gab er am 19. Februar 2022 (25. Spieltag), als er bei einer klaren Niederlage bei Olympique Nîmes für die letzte halbe Stunde eingewechselt wurde. Am 16. April 2022 (33. Spieltag) schoss er bei einem 3:0-Sieg gegen die USL Dunkerque seine ersten beiden Tore für den Verein, nachdem er von Beginn an spielte.
Im Sommer 2024 wechselte Sanyang zu Hajduk Split in die kroatische Liga. Dort unterzeichnet er einen dreijährigen Vertrag bis zum Jahr 2027.

### Nationalmannschaft
Sanyang debütierte für die gambische Nationalmannschaft am 12. November 2020, als er gegen Gabun 30 Minuten vor Schluss eingewechselt wurde.